# WebStorm
WebStorm ist eine integrierte Entwicklungsumgebung (IDE) der Firma JetBrains für die Programmiersprache JavaScript. Darüber hinaus unterstützt WebStorm HTML5, Node.js, Bootstrap, Angular/AngularJS, TypeScript, PhoneGap/Cordova, Dart und viele weitere Techniken, und wird daher vorwiegend zur Entwicklung von webbasierten Mobile Apps eingesetzt. WebStorm basiert auf der IntelliJ IDEA der Firma JetBrains, stellt jedoch die auf JavaScript-spezialisierte Version dar.
Der Funktionsumfang kann mittels Plug-ins erweitert werden, die teils von JetBrains, teils von der Community entwickelt werden.
WebStorm enthält Werkzeuge für das Refactoring, zur Versionierung, Code- und Syntax-Highlighting, für Unit-Tests und zur teilautomatisierten Code-Erstellung.